# Orgue de la Parròquia de Nostra Senyora dels Àngels
L'orgue actual de la Parròquia de Nostra Senyora dels Àngels fou acabat de construir l'any 1913, però és resultat de successives creacions i reparacions d'orgues dins l'església de Sineu, i representa el pas de una llarga llista d'organistes, manxadors i fusters.

## Història
A la Parròquia de Ntra. Senyora dels Àngels, un orgue fou encomanat l'any 1568 al Mestre Mateu Gelabert, organer, pel preu de deu lliures.
L'any 1569 els franciscans es traslladaren del convent de Lloret, on residien. L'orgue es va dur a Sineu, per ordre dels jurats quan encara no s'havia acabat de pagar. Així consta a una reclamació de l'organista per valor de vuitanta lliures que, en vers de ser pagats pels jurats, derivà en que l'orgue tornés al convent del que partí, a Lloret.
El 1600, els jurats consideraren la construcció d'un nou orgue com a mesura definitiva.
El 10 de juny es signà un contracte on hi figurava la construcció d'un instrument amb vuit jocs a l'Orgue Major, sis a la Cadireta, i Contres, per part de l'orguener Pau Estada i valor de mil sis-centes lliures. Els jurats requerien de la Cadireta per a la festa de Sant Miquel d'aquell mateix any i volien que l'Orgue Major acompanyés a la festa de Sant Joan de l'any pròxim.
El 28 de maig de 1601, els consellers i jurats reclamaren una revisió de l'orgue. La revisió es duria a terme per fra Ferragut, organista del convent de Sant Domingo, i Pau Villalonga, mestre de capella de la Seu.
L'11 de maig de 1602, es fundà el benefici de l'orgue, dotat en vint lliures anuals, per proposta de Mossèn Gabriel Domènech, organista diaca que, en anar-se de l'illa, fou substituït per Antoni Florit, prevere. Quan Domènech morí, al 1603, el benefici passà a mans de Miquel Gacies.
Dos anys més tard, mentre un nou instrument emergia per creació d'Estada al convent de Santo Domingo, en un text datat del 19 de gener de 1904 i amb títol Llibre de gasto del orga se cita una restauració de la cadireta de l'orgue de la parròquia de Ntra. Senyora dels Àngels de Sineu, per part del fuster “mestre Joan Bayona”.
Pau Estada torna a Sineu, baix pagament del clavari dia 28 de novembre de 1611, per a afinar l'orgue i adobar les manxes de l'instrument, sent Guillem Real el manxador oficial a la parròquia.
Dia 29 de juny de 1613, el clavari sineuer pagà vuit lliures per a pintar les portes de l'instrument.
A 1621, el càrrec de manxador requeia sobre l'orb Juan Gual, amb sou de quatre lliures.
A 1631, el benefici passà a Miquel Barceló, per la mort de Miquel Garcies.
El 3 de maig de 1633 es fundà el benefici del mestre de capella, conferit a Jaume Gallard.
Dia 22 del mes de juny de 1642 els consellers i jurats determinaren adobar les manxes de l'orgue que, segons la seva paraula, estaven “totas asparllades”.
Amb la mort de Miquel Barceló, l'any 1651, els jurats s'oposaven a que el benefici passés a mans de l'acòlit Melcior Ferragut Coll. Així i tot, morí l'any 1683 com a organista a Sineu.
El 1655 es tracta, baix fragment datat al 6 de maig, la necessitat de revisió de l'orgue, per a adobar-lo o fer un nou, en el cas de que ja no hi hagi possibilitat de reparació.
Dia 6 de gener de 1659 el bisbe Escolano exigeix una reparació de l'orgue als jurats. Pagaren quinze lliures al prevere Jaume Gallur per a adobar tres registres de l'instrument, i espolsar els canons i l'orgue —es creu que Jaume Gallur podria ser una redacció errònia del nom de Jaume Gallard, mestre de capella a la parròquia entre 1633 i 1666.
El 23 de març de 1683 Antoni Riera ocupà el benefici de l'orgue, per la vacant derivada de la mort de Melcior Ferragut.
L'any 1684, els germans Caymari, de noms Damià i Sebastià, fusters alcudiencs varen construir un nou orgue. L'objecte sonor constava d'Orgue Major, amb dotze llocs, entre els quals destacava el de batalla (una Regalia de fusta de la que encara queden restes), i Cadireta, amb sis jocs.
A 1730, Joan Esteve, descendent directe de Guillem, fou el manxador baix preu de sis lliures.
El 1743 morí Miquel Real, organista beneficiat.
El 27 d'abril de 1746 Antoni Pau Alomar i Quart es convertí en el nou beneficiat.
L'any 1754 els jurats encarregaren una revisió de l'orgue a l'organista Bernardi, la qual desembocà en un contracte de dos-centes lliures amb Damià Caymari per la reparació i l'afegiment de nous registres.
El 1788, Rafel Ferrer i Barceló, amb devuit anys, rebia classes de l'organista Antoni Pau Alomar, de 70 anys, a qui succeí fins a l'any 1791, quan renuncià al benefici. Després, passà el benefici a Antoni Riera i Torrelló, qui dia 22 de febrer sol·licitaria la tonsura.
El 1817 s'uniren el benefici de l'orgue i el de mestre de capella, passant a mans de Joan Albertí i Vicens des del 17 de desembre.
El 1866, l'orgue va ser traslladat al nou cor i remodelat pels Cardell.
L'orgue actual fou construït pel Pare Miquel Cardell i Antoni Cardell, aprofitant els elements de l'orgue anterior, durant el rectorat de Mn. Antoni Soler (1902-1913).
Actualment, l'orgue se situa al fons del cor sobre la porta principal. Amb la afinació un semitò més baixa respecte de la nota real, l'objecte sonor —o instrument musical— consta de motor i, rere una restauració de bona voluntat però amb mals resultats, es troba en un estat precari, tot i que encara que sona.

## Consola
Té tres teclats, de fusta forrada d'ivori: l'Orgue Major (partit, consta de cinquanta-quatre notes, que van des de C fins a f ’’’); la Cadireta i l'Ecos, de quaranta-cinc notes (de E a c’’’).
El pedal conté un joc de Bombarda de 8’ i dotze botons amb acoblament permanent a l'Orgue Major.
A més, disposa d'un tirador per a aconseguir el trémolo general.

### Disposició de l'orgue major
A la mà esquerra, consta d'un Clarí 2’; un Baixó 4’; una Trompeta de Batalla 8’; un Contrabaix 16’; dos Flautats 8’; una Octava 4’; tres Plens (I-II-III, sent I a la 15a); dues Cornetes (I-II), i un Fagot 4’.
A la mà dreta, un Clarí 4’; un Clarinet 8’; una Trompeta Magna 16’, una Veu Humana 8’; tres Flautats (16’-8’-8’); una Octava 4’; un Octaví 2’ (a la 15a); dos Plens (I-II); dues Cornetes (I-II), i un Fagot 4’.

### Disposició d'ecos
La disposició d'ecos és la següent: dues Flautes (8’-4’); una Octava 4’, un Octaví 2’; una Corneta; un Clarí 8’, i un Cromorn 8’.

### Disposició de la cadireta
Respon al següent llistat: Octava; Tapadet; Nazard; Vint-i-dosena; Quinzena, i Bordó.

## Secrets

### A l'orgue Major
Seguint l'ordre cromàtic, l'inicien els dotze primers tubs de fusta del Flautat 16’ (a la dreta, sobre les manxes, van de C a H i dificulten l'emissió del so); el segueixen els tubs del Flautat I (8’, de C a F), i el Flautat II (8’, amb els tretze primers baixos comuns amb el Flautat I, anant de C a c). Els següents tubs constitueixen la Octava 4’ (de C a Gs, té els nou primers tubs de fusta), venen seguits de l'Octaví 2’ (que, en realitat, conforma una Quinzena) i el Fagot 4’, compost per la Regalia de fusta de l'antic orgue. Els secrets a l'orgue major conclouen amb la Veu Humana, ubicada dins una arca d'ecos a la mà dreta.

### A l'ecos
El secret que hi ha actualment és el que abans formava part de l'Orgue Major a l'anterior orgue, té dotze jocs i quaranta-cinc notes amb partició, que van de c a cs'. Falten les primeres tecles de sostingut i la partició ha sigut eliminada.
S'adonen els secrets de Flauta 8’ (que, en realitat, és un Flautat amb els devuit primers tubs, de C a a, de fusta, i la resta, de metall); Flauta 4’, amb tubs de fusta tapats; Octava 4’, de tretze primers tubs de fusta que van de C a e (i, la resta de tubs, de metall), i l'Octaví, que comença a cº corresponent a la segona octava, amb una tapa que abans tenia dos tubs per tecla. Els segueix els secrets de Corneta, que també comença per cº, amb 2 2/3 + 2’ a la mà dreta i una tapa que, temps enrere, es veia ocupada per un Plè de tres rengles; i continua un Clarí 8’ (Trompeta Real, en ver), seguit d'una tapa buida i el joc del Cromorn 8’, últim joc actual. Els secrets de l'ecos conclouen amb les dues tapes de Flautats (antics, amb desset tubs, de C a gs), i un joc de Batalla amb correderes a la testa.

### A la cadireta
Linicia el joc d'Octava 4’, reconvertit a un cs' 8’; el segueix el Tapadet 4’, amb xemeneia de set primers baixos (de C a B); un Nazard 1 1/3 cònic, amb inici a cº; després, la Vint-i-dosena 1’ + 2/3, a tres tubs per tecla des de cs'; la Quinzena 2’, amb dos tubs per tecla, a la mà dreta, s'ha reconvertit a 4’. L'últim joc, es creu que es veia ocupat per la Regalia de fusta de l'Orgue Major i, actualment, és un Bordó de fusta de 4’ a la mà esquerra i de 8’ a la dreta.